# Elecciones al Parlamento Europeo de 2009 (Alemania)
En las elecciones al Parlamento Europeo de 2009 en Alemania se eligieron a los representantes de Alemania en el Parlamento Europeo el domingo 7 de junio de 2009. Se repartieron 99 escaños, el máximo número asignado a un país en toda la Unión Europea. 

El sistema electoral utilizado fue el método Hare Niemeyer con listas cerradas y un umbral del 5% del voto válido para poder obtener representación.

## Encuestas
| Partido | Partido      | Últimas elecciones | 2009-04-03 Infratest | 2009-04-22 GESS | 2009-05-07 Infratest | 2009-05-28 Infratest | 2009-05-29 FW |
|         | CDU+CSU      | 44,5%              | 36% (30+6)           | 39%             | 37% (31+6)           | 39% (33+6)           | 39%           |
|         | SPD          | 21,5%              | 28%                  | 27%             | 28%                  | 26%                  | 25%           |
|         | Los Verdes   | 11,9%              | 13%                  | 13%             | 12%                  | 12%                  | 10%           |
|         | FDP          | 6,1%               | 10%                  | 10%             | 10%                  | 9%                   | 10%           |
|         | La Izquierda | 6,1%               | 8%                   | 6%              | 8%                   | 7%                   | 8%            |
|         | Otros        | 9,8%               | 5%                   | 5%              | 5%                   | 7%                   | 8%            |

## Resultados
Los resultados oficiales fueron:
| ← Elecciones al Parlamento Europeo de 2009 →                                       |               |                     |            |       |         |     |
| Partido                                                                            | Grupo europeo | Cabeza de lista     | Votos      | %     | Escaños | +/- |
| Unión Demócrata Cristiana de Alemania                                              | PPE           | Hans-Gert Pöttering | 8.071.391  | 30,7% | 34      | -6  |
| Partido Socialdemócrata de Alemania                                                | PSE           | Martin Schulz       | 5.472.566  | 20,8% | 23      | =   |
| Alianza 90/Los Verdes                                                              | Verdes-ALE    | Rebecca Harms       | 3.194.509  | 12,1% | 14      | +1  |
| Partido Democrático Libre                                                          | ADLE          | Silvana Koch-Mehrin | 2.888.084  | 11,0% | 12      | +5  |
| Die Linke                                                                          | GUE-NGL       | Lothar Bisky        | 1.969.239  | 7,5%  | 8       | +1  |
| Unión Social Cristiana de Baviera                                                  | PPE           | Markus Ferber       | 1.896.762  | 7,2%  | 8       | -1  |
| Freie Wähler (FW)                                                                  | -             | Gabriele Pauli      | 442.579    | 1,7%  | -       | -   |
| Die Republikaner (REP)                                                             | -             | Ursula Winkelsett   | 347.887    | 1,3%  | -       | -   |
| Partido Ser Humano, Medio Ambiente y Protección de los Animales (Tierschutzpartei) | -             | Stefan Eck          | 289.694    | 1,1%  | -       | -   |
| Partido de las Familias de Alemania (FAMILIE)                                      | -             | Arne Gericke        | 252.121    | 1.0%  | -       | -   |
| Otros partidos                                                                     | -             | -                   | 1.508.612  | 5,7%  | -       | -   |
| Votos válidos                                                                      |               |                     | 26.333.444 | 97,8% |         |     |
| Votos nulos                                                                        |               |                     | 590.170    | 2,2%  |         |     |
| Votantes/Participación                                                             |               |                     | 26.923.614 | 43,3% |         |     |